# (3078) Horrocks
(3078) Horrocks es un asteroide perteneciente al cinturón de asteroides, descubierto el 31 de marzo de 1984 por Edward Bowell desde la Estación Anderson Mesa (condado de Coconino, cerca de Flagstaff, Arizona, Estados Unidos).

## Designación y nombre
Designado provisionalmente como 1984 FG. Fue nombrado Horrocks en honor al astrónomo Inglés Jeremiah Horrocks.